# Éric Darragon
Pour les articles homonymes, voir Darragon.
Éric Darragon, né en 1944, est un historien de l'art spécialiste de la Renaissance, du XIXe siècle et de la période contemporaine occidentale, ainsi qu'un critique d'art. 

## Biographie
Ancien normalien agrégé des lettres, pensionnaire de la Villa Médicis (1971-1973), élève d'André Chastel,, il a précédemment enseigné à l'Université Paris-X Nanterre et à l'Université François-Rabelais à Tours. Actuellement professeur émérite d'histoire de l'art à l'Université Paris 1 Panthéon-Sorbonne, ancien directeur du Centre de recherche histoire culturelle et sociale de l'art (EA 4100) et du Centre inter-universitaire de recherche en art contemporain (CIRHAC). Il est membre du comité de rédaction des revues Critique d’art et Perspective.

## Publications

### Ouvrages
- Maniérisme en crise : le Christ en gloire de Rosso Fiorentino à Città di Castello, 1528-1530 [Thèse sous la dir. de André Chastel, École pratique des hautes études - IVe section, 1976], Rome, 1983 (Académie de France à Rome, 6).
- Manet. Chronologie originale : nouvelle bibliographie [Habilitation à diriger des recherches sous la dir. de Bruno Foucart, 1987], Paris, 1989 ; nouv. éd. Paris, 1991  (ISBN 2-01-017815-7).
- Cézanne, Paris, 1995 (Actualité des arts plastiques, 93) ; nouv. éd. 2006  (ISBN 2-240-02113-6).
- L'envie : les pêchés capitaux, avec Topor, Paris, 1999  (ISBN 2858509344).
- Caillebotte, Paris, 1994  (ISBN 2080115677).
- Histoires de bocal : entretiens, avec Stéphane Belzère, suivi d'un excursus, Rodez et Arles, 2003  (ISBN 2-8415-6533-5)
- Edward Hopper, avec Richard Robson Brettell, Paris, 2004  (ISBN 2847420517).

### Sélection d'articles
- Avec Werner Hofmann, Pierre Georgel, Dario Gamboni et Thomas Gaehtgens, « Vienne, Paris, Hambourg... Werner Hofmann et l’histoire de l’art », Perspective, 3 | 2007, 418-430 [mis en ligne le 31 mars 2018, consulté le 28 janvier 2022. URL : http://journals.openedition.org/perspective/3596 ; DOI : https://doi.org/10.4000/perspective.3596].

### Colloques
- Quand et comment débute l'histoire de l'art contemporain/modern art ? Introduction et Quand l'histoire de l'art devient contemporaine ou le syndrome des dernières pages, dans Où va l'histoire de l'art contemporain ? [colloque organisé à l'École nationale supérieure des beaux-arts, Paris, 16, 17 et 18 février 1995], Paris, 1997, p. 59-64 et 71-77  (ISBN 2-84056-046-1).
- La provocation, une dimension de l'art contemporain, XIXe – XXe siècles [colloque des 2 et 3 février 2001, Univ. de Paris I et de Paris IV], sous la dir. d'Éric Darragon, Paris, 2004  (ISBN 285944470X).
- La part de l'œil, séances présidées par Éric Darragon, dans Colloque Daniel Arasse, Paris, 8 juin 2006 (vidéo : introduction à Voir ne pas voir par Hubert Damisch ; discussion).